# Maurice Graffen
Maurice Graffen, né le 22 octobre 1924 à Paris et mort le 4 décembre 2016 au Canada, est un kayakiste français.

## Palmarès

### Jeux olympiques
- Jeux olympiques de 1948 à Londres :
  - 12e en K-2 10 000 m
- Jeux olympiques de 1952 à Helsinki :
  - 6e en K-2 1 000 m
- Jeux olympiques de 1956 à Melbourne :
  - 5e en K-2 1 000 m
  - 9e en K-2 10 000 m

### Championnats du monde
- Championnats du monde de course en ligne de canoë-kayak de 1954 à Mâcon :
  -  Médaille de bronze en K-4 1 000 m avec Marcel Renaud, Louis Gantois et Robert Enteric